# ویولانته پلاچیدو
ویولانته پلاچیدو (ایتالیایی: Violante Placido؛ زادهٔ ۱ مهٔ ۱۹۷۶) یک هنرپیشه، و خواننده اهل ایتالیا است. وی از سال ۱۹۹۳ میلادی تاکنون مشغول فعالیت بوده‌است.

## اوایل زندگی
ویولانته پلاچیدو در شهر رمِ ایتالیا به دنیا آمد. وی دختر میکله پلاچیدو ،بازیگر و کارگردان، و سیمونتا استفانلی، بازیگر، است.

## فیلم‌ها
از فیلم‌ها یا برنامه‌های تلویزیونی که وی در آن نقش داشته است، می‌توان به کارول: مردی که پاپ شد، جنگ و صلح، گوست رایدر: روح انتقام، پینوکیو، حالت پرواز، باراه آنا و مظنون اشاره کرد.